# Eburiola geminata
Eburiola geminata là một loài bọ cánh cứng trong họ Cerambycidae.